# Eusebio Azañedo Grande
Eusebio Azañedo Grande fou un anarcosindicalista espanyol qui usà el malnom en la clandestinitat d'Angel García Sierra. Militant de la CNT-FAI, en acabar la guerra civil espanyola va col·laborar en la reorganització de l'aparell organitzatiu en la clandestinitat. Quan el maig de 1942 fou arrestat Manuel Amil Barciá fou nomenat provisionalment Secretari General de la CNT. L'estiu de 1943 havia visitat Barcelona i Saragossa amb Martín Cañellas en vistes a reorganitzar els grups. El 12 d'agost fou detingut a Madrid amb 4 companys més del comitè a causa de la delació d'Eliseu Melis Díaz (assassinat juliol de 1947).
Fou deixat en llibertat provisional el 12 d'octubre de 1944 i representà la CNT en el congrés de la Federación de Guerrillas de León-Galicia a Casaio. L'agost de 1947 tornà a formar part del Comitè Nacional presidit per Manuel Villar Mingo amb Ángel Morales Vázquez, Miguel Monllor, Antonio Bruguera López, Alfonso Bruno, Pedro González Calero i Felix Carrasquer Launed. Fou novament arrestat per la Brigada Político-Social el 15 de novembre de 1947 i internat al penal d'Ocaña, on es va fugar amb d'una dotzena de militants de la CNT el 8 de maig de 1948. Tanmateix, tots llevat dos foren capturats i ell mateix fou ferit a la columna vertebral. Posteriorment fou jutjat i condemnat a 15 anys de presó. El 1979 encara vivia a Madrid.